# Coffea cochinchinensis
Coffea cochinchinensis är en måreväxtart som beskrevs av Jean Baptiste Louis Pierre och Charles-Joseph Marie Pitard. Coffea cochinchinensis ingår i släktet Coffea och familjen måreväxter. Inga underarter finns listade i Catalogue of Life.